# Diócesis de Mahagi-Nioka
La diócesis de Mahagi-Nioka (en latín: Dioecesis Mahagiensis-Niokaensis y en francés: Diocèse de Mahagi-Nioka) es una circunscripción eclesiástica de la Iglesia católica en la República Democrática del Congo. Se trata de una diócesis latina, sufragánea de la arquidiócesis de Kisangani. Desde el 16 de noviembre de 2010 su obispo es Sosthène Ayikuli Udjuwa.

## Territorio y organización
La diócesis tiene 21 000 km² y extiende su jurisdicción sobre los fieles católicos de rito latino residentes en los territorios de Mahagi y Aru en la provincia de Ituri.
La sede de la diócesis se encuentra en la ciudad de Mahagi, en donde se halla la Catedral de Nuestra Señora de Lourdes.
En 2021 en la diócesis existían 20 parroquias.

## Historia
La diócesis de Mahagi fue erigida el 2 de julio de 1962 con la bula Quod Venerabiles del papa Juan XXIII, tomando su territorio de la diócesis de Bunia.
El 30 de octubre de 1967 asumió su actual nombre de diócesis de Mahagi-Nioka.

## Estadísticas
Según el Anuario Pontificio 2022 la diócesis tenía a fines de 2021 un total de 1 518 460 fieles bautizados.
| Año                                                                             | Población            | Población | Población      | Sacerdotes | Sacerdotes    | Sacerdotes    | Bautizados por sacerdote | Diáconos permanentes | Religiosos | Religiosos | Parroquias |
| Año                                                                             | Bautizados católicos | Total     | % de católicos | Total      | Clero secular | Clero regular | Bautizados por sacerdote | Diáconos permanentes | Varones    | Mujeres    | Parroquias |
| ------------------------------------------------------------------------------- | -------------------- | --------- | -------------- | ---------- | ------------- | ------------- | ------------------------ | -------------------- | ---------- | ---------- | ---------- |
| 1970                                                                            | 342 787              | 581 864   | 58.9           | 53         | 24            | 29            | 6467                     |                      | 36         | 14         | 15         |
| 1980                                                                            | 344 018              | 701 266   | 49.1           | 50         | 22            | 28            | 6880                     |                      | 49         | 91         | 16         |
| 1990                                                                            | 442 283              | 941 000   | 47.0           | 57         | 34            | 23            | 7759                     |                      | 26         | 114        | 16         |
| 1999                                                                            | 566 000              | 1 036 000 | 54.6           | 76         | 58            | 18            | 7447                     |                      | 20         | 68         | 16         |
| 2000                                                                            | 579 661              | 1 137 399 | 51.0           | 71         | 52            | 19            | 8164                     |                      | 21         | 84         | 16         |
| 2001                                                                            | 591 672              | 1 198 086 | 49.4           | 78         | 65            | 13            | 7585                     |                      | 18         | 91         | 16         |
| 2002                                                                            | 592 126              | 1 520 924 | 38.9           | 85         | 69            | 16            | 6966                     |                      | 22         | 101        | 32         |
| 2003                                                                            | 695 450              | 1 220 460 | 57.0           | 86         | 70            | 16            | 8086                     |                      | 18         | 102        | 16         |
| 2004                                                                            | 858 789              | 1 563 633 | 54.9           | 86         | 70            | 16            | 9985                     |                      | 18         | 127        | 17         |
| 2013                                                                            | 1 160 055            | 1 970 180 | 58.9           | 88         | 79            | 9             | 13 182                   |                      | 15         | 118        | 18         |
| 2016                                                                            | 1 295 006            | 2 000 295 | 64.7           | 100        | 85            | 15            | 12 950                   |                      | 21         | 145        | 20         |
| 2019                                                                            | 1 423 000            | 2 198 000 | 64.7           | 103        | 88            | 15            | 13 815                   |                      | 21         | 145        | 20         |
| 2021                                                                            | 1 518 460            | 2 346 140 | 64.7           | 105        | 90            | 15            | 14 461                   |                      | 21         | 145        | 20         |
| Fuente: Catholic-Hierarchy, que a su vez toma los datos del Anuario Pontificio. |                      |           |                |            |               |               |                          |                      |            |            |            |

## Episcopologio
- Thomas Kuba Thowa † (2 de julio de 1962-10 de octubre de 1979 renunció)
- Alphonse-Marie Runiga Musanganya † (4 de septiembre de 1980-16 de octubre de 2001 retirado)
- Marcel Utembi Tapa (16 de octubre de 2001-28 de noviembre de 2008 nombrado arzobispo de Kisangani)
- Sosthène Ayikuli Udjuwa, desde el 16 de noviembre de 2010